# Premarin (médicament)
Le Premarin est un médicament à base d'œstrogènes conjugués, utilisé pour traiter les troubles de la ménopause chez la femme. Son nom vient de l'anglais pregnant mare urine désignant l'ingrédient principal, l'urine de jument gestante.
Il a été mis sur le marché pour la première fois par l’entreprise Pfizer en 1941. D'autres médicaments utilisent des œstrogènes conjugués d'origine équine, comme le Premplus, commercialisé par le même entreprise, le Climopax et le Duavive.
Les œstrogènes conjugués d'origine équine ne sont plus commercialisés en France.

## Controverse
La production du Premarin est largement dénoncée (notamment par PETA et le Front de libération des animaux) comme étant à l'origine de maltraitances animales. Environ 100 000 juments gestantes sont maintenues immobilisées dans des stalles au Canada et en Chine, les poulains sont tués peu après la naissance pour que la jument soit de nouveau mise en gestation,,. 
Ces juments sont maintenues dans un état de soif permanent pour produire une urine plus concentrée, et vivent avec une sonde qui provoque des démangeaisons. D'après certains témoignages, elles sont fréquemment battues et avortent en raison de ces conditions de vie. Malgré les multiples pétitions adressées au laboratoire, la production du Premarin continue vraisemblablement (2014) dans les mêmes conditions, car le marché est très porteur[réf. à confirmer]. À cette controverse s'ajoutent des soupçons sur la cancérogénicité des œstrogènes, des hormones et des sous-produits issus de ces juments chez la femme[réf. nécessaire].